# Comitatul Clearfield, Pennsylvania
Comitatul Clearfield (în engleză Clearfield County) este un comitat din statul Pennsylvania, Statele Unite ale Americii.